# 반투과성막

혈액이 빨간색이고, 투석액이 파란색이며, 막이 노란색인 혈액 투석 중인 반투과성막의 모식도

반투과성막(半透過性膜, 영어: semipermeable membrane)은 생체막 또는 합성 고분자막의 일종으로 특정 분자나 이온이 삼투를 통해 통과할 수 있도록 한다. 반투막(半透膜)이라고도 한다. 투과 속도는 각 용질에 대한 막의 투과성 뿐만 아니라 양쪽에 있는 분자 또는 용질의 압력, 농도 및 온도에 따라 달라진다. 막과 용질에 따라 투과성은 용질의 크기, 용해도, 특성, 화학적 성질에 따라 달라질 수 있다. 투과성은 선택적으로 막을 어떻게 구성하는냐에 따라 이동 속도와 투과성이 결정된다. 다소 두꺼운 천연물 및 합성물들 중에서도 다수는 반투과성이다. 이것의 한 예는 계란 내부의 얇은 필름이다.
생체막은 선택적 투과성을 가지며, 분자의 투과는 단순 확산, 촉진 확산 또는 능동 수송에 의해 조절된다.

## 생체막
반투과성 생체막의 예로는 모든 세포를 둘러싸고 있는 원형질막의 기반인 지질 이중층이 있다. 인지질(인산염 머리 부분과 두 개의 지방산 꼬리 부분으로 구성됨)이 두 개의 층으로 배열되어 있는 인지질 이중층은 투과성이 매우 특이한 반투과성막이다. 친수성인 인산염 머리 부분은 외부로 향하고 있으며 세포 외부 및 내부의 물과 접촉한다. 소수성 꼬리 부분은 막의 내부에 숨겨져 있는 층이다. 인지질 이중층은 크기가 작고 전하를 띠지 않는 용질에 대해 큰 투과성을 갖는다. 단백질 통로는 인지질 내부 또는 이를 관통하고 있으며, 세포막과 인지질과 막단백질이 고정되어 있지 않고 움직이는 것을 유동 모자이크 막 모델이라고 한다. 아쿠아포린은 물이 투과할 수 있는 단백질 통로이다.

### 세포 신호전달
신호 분자가 세포막의 수용체에 결합할 때 정보는 원형질막을 통과해 전달될 수도 있다. 신호 분자는 수용체에 결합하여 이러한 단백질의 구조를 변경한다. 단백질의 구조 변화는 신호전달 캐스케이드를 개시한다.
G 단백질 연결 수용체 신호전달은 이러한 신호전달 과정의 중요한 요소이다.

## 역삼투
삼투압의 차이로 인해 선택적 투과성이 있는 막을 통해 다량의 물이 이동하는 것을 삼투라고 한다. 이렇게 하면 물을 포함한 특정 입자만 통과하고 염과 기타 오염 물질을 포함한 용질이 남게 된다. 역삼투 과정에서 용액에 고압을 가해 박막 복합막을 통해 물을 밀어냄으로써 물을 정수한다. 이러한 박막 복합막은 주로 정수 또는 담수화 시스템에 사용하기 위해 제조된 반투과성막이다. 또한 배터리 및 연료 전지와 같은 화학 응용 분야에서도 사용된다. 본질적으로 박막 복합막은 2개 이상의 적층 물질로부터 필름 형태로 구성된 분자체(分子箭, molecular sieve)이다. 시드니 러브와 스리니바사 수리라잔은 최초의 실용적인 합성 반투과성막을 발명했다. 역삼투에 사용되는 막은 일반적으로 폴리아마이드로 만들어지며 주로 물에 대한 투과성 및 여과할 수 없는 염 이온 및 기타 작은 분자를 포함한 다양한 용해된 불순물에 대한 상대적인 불투과성을 위해 선택된다. 반투과성막의 또 다른 예는 투석관이다.

## 기타 유형
반투과성막의 다른 유형으로는 양이온 교환막(CEM), 음이온 교환막(AEM), 알칼리 음이온 교환막(AAEM), 양성자 교환막(PEM)이 있다.

## 같이 보기
- 생체막
- 원형질막
- 세포막

## 더 읽을 거리
- Koros, W. J.; Ma, Y. H.; Shimidzu, T. (1996년 1월 1일). “Terminology for membranes and membrane processes (IUPAC Recommendations 1996)”. 《Pure and Applied Chemistry》 68 (7): 1479–1489. doi:10.1351/pac199668071479. S2CID 97076769. See this document for definitions of penetrant (permeant), synthetic (artificial) membrane, and anion-exchange membrane.
- Rozendal, R. A.; Sleutels, T. H. J. A.; Hamelers, H. V. M.; Buisman, C. J. N. (June 2008). “Effect of the type of ion exchange membrane on performance, ion transport, and pH in biocatalyzed electrolysis of wastewater”. 《Water Science and Technology》 57 (11): 1757–1762. doi:10.2166/wst.2008.043. PMID 18547927.
- “High Flow Porous Membranes for Separating Water from Saline Solutions US 3133132 A”. 1964년 5월 12일. 2014년 4월 22일에 확인함.